# Цуккарелло, Матс
Матс Андре́ Цуккарелло О́сен (норв. Mats André Zuccarello Aasen; род. 1 сентября 1987, Осло) — норвежский хоккеист, нападающий. Воспитанник клуба «Волеренга». В настоящее время является игроком клуба «Миннесота Уайлд», выступающего в НХЛ. Самый результативный хоккеист из Норвегии в истории НХЛ.

## Карьера
Матс Цуккарелло начал заниматься хоккеем в возрасте 5 лет в школе клуба «Хасле-Лёрен». Спустя несколько лет он стал заниматься в хоккейной школе «Волеренги», где и находился до 16 лет, после чего его пригласил к себе клуб «Фриск Аскер». В 2004 году, после того как он показал очень высокую результативность в матчах за фарм-клуб, Матс дебютировал в элитном норвежском дивизионе. В своём первом полноценном сезоне в основном составе «Фриск Аскера» Цуккарелло принял участие в 25 матчах, записав на свой счёт 8 (5+3) результативных баллов, однако уже в следующем сезоне Матс стал одним из лучших бомбардиров лиги, набрав 67 (38+29) очков в 50 проведённых матчах.
Сезон 2007/08 стал ещё более успешным для Цуккарелло — в 49 играх он отметился 91 (36+55) набранным очком, внеся свой вклад в завоевание командой серебряных медалей норвежского первенства. Более того, по окончании сезона Матс был признан лучшим игроком года в Норвегии. Перед стартом сезона 2008/09 Цуккарелло покинул «Фриск Аскер» и подписал двухлетний контракт с клубом шведской Элитной серии МОДО. В том же году Матс сумел стать третьим в команде по результативности, в 35 матчах набрав 40 (12+28) очков, однако уже на следующий год, перед которым он продлил своё соглашение с клубом, Цуккарелло завоевал звание лучшего бомбардира лиги, записав на свой счёт 64 (23+41) результативных балла в 55 проведённых играх, благодаря чему по окончании сезона он был назван лучшим хоккеистом Элитной серии.
26 мая 2010 года Матс заключил двухлетнее соглашение с клубом Национальной хоккейной лиги «Нью-Йорк Рейнджерс». Сезон 2010/11 Цуккарелло начал в составе фарм-клуба «рейнджеров» «Коннектикут Уэйл», однако уже 22 декабря он был вызван в основной состав «Нью-Йорка», после того как получил травму основной форвард клуба Мариан Габорик. На следующий день в матче против «Тампа Бэй Лайтнинг» Матс дебютировал в НХЛ, став седьмым норвежским игроком в истории лиги. Цуккарелло провёл на площадке почти 18 минут, забросив один из послематчевых штрафных бросков в ворота соперника. 5 дней спустя в игре с «Нью-Йорк Айлендерс» Матс набрал своё первое очко в НХЛ, сделав результативную передачу, а уже 5 января 2011 года он забросил свою первую шайбу в лиге, принеся победу своей команде над «Каролиной Харрикейнз». 1 апреля, проведя 41 матч в составе «рейнджерс», Цуккарелло вернулся в «Коннектикут». Всего в своём дебютном сезоне в НХЛ Матс принял участие в 43 матчах, записав на свой счёт 23 (6+17) результативных балла. Большую часть сезона 2011/12 Цуккарелло также провёл в составе «Уэйл», более того, приняв участие в матче «Всех звёзд» Американской хоккейной лиги.
26 мая 2012 года Матс принял решение покинуть Северную Америку, после чего он подписал двухлетний контракт с магнитогорским «Металлургом». После одного сезона в КХЛ Цуккарелло вернулся в состав «Рейнджерс».
Летом 2015 года заключил 4-летний контракт с «Нью-Йорк Рейнджерс» на сумму $ 18 млн.
23 февраля 2019 года был обменян в «Даллас Старз».

### Международная
В составе сборной Норвегии Матс Цуккарелло принимал участие в юниорском чемпионате мира 2004 года, на котором норвежцы заняли последнее место и вылетели в первый дивизион, однако уже на следующий год Матс вместе с командой сумели завоевать повышение в классе. В 2006 году Цуккарелло выступал на молодёжном первенстве мира, где сборная Норвегии также заняла последнее место, поэтому в следующем году команде пришлось выступать в первом дивизионе. На взрослом уровне Матс принимал участие в чемпионатах мира 2008, 2009 и 2010 годов, а также Олимпийских играх 2010 года. Всего на его счету 11 (8+3) набранных очков в 23 проведённых матчах за сборную на крупных турнирах.

## Личная жизнь
Наполовину итальянец.

## Достижения
- Серебряный призёр чемпионата Норвегии 2008.
- Лучший хоккеист Норвегии 2008.
- Лучший бомбардир чемпионата Швеции 2009.
- Лучший хоккеист чемпионата Швеции 2009.
- Участник матча «Всех звёзд» АХЛ 2012.

## Статистика выступлений
| Легенда | Легенда                    | Легенда | Легенда                   | Легенда | Легенда    |
| ------- | -------------------------- | ------- | ------------------------- | ------- | ---------- |
| И       | Количество проведённых игр | Штр     | Штрафное время            | +/−     | Плюс-минус |
| Г       | Голы                       | П       | Голевые передачи          | О       | Очки       |
| -       | Статистика неизвестна      | —       | Статистика не учитывалась |         |            |